# Bundesstützpunkt
Bundesstützpunkte (und Bundesstützpunkte-Nachwuchs) sind Einrichtungen für den Hochleistungssport in Deutschland und Teil des nationalen Gesamtkonzeptes des Spitzenverbandes DOSB für Bundeskaderathleten (A-B-C-Kader).

## Kennzeichen
An den Bundesstützpunkten und an den Bundesstützpunkten-Nachwuchs wird im täglichen Trainingsprozess die Leistungssportkonzeption des Spitzenverbandes DOSB umgesetzt. Sie sind gekennzeichnet durch optimale Rahmenbedingungen, leistungsstarke Trainingsgruppen der zu betreuenden Athleten und ein hochqualifiziertes Trainerpersonal, deren Dienstorte in der Regel die jeweiligen Standorte der Bundesstützpunkte und Bundesstützpunkte-Nachwuchs sind.
Bundesstützpunkte dienen insbesondere der Weiterentwicklung und Förderung einzelner Olympischer Sommer- oder Wintersportarten.
Neben den Landes- und Bundesleistungszentren sowie den Olympiastützpunkten sind die Bundesstützpunkte ein Strukturelement innerhalb des Stützpunktsystems des deutschen Spitzensports. Einzelne Standorte können dabei gleichzeitig mehrere Stützpunktfunktionen auf Landes- und Bundesebene ausführen.

## Gliederung
Die 204 Bundesstützpunkte (Stand: Juli 2018) werden vom DOSB für Olympische Sommer- und Wintersportarten eingerichtet und nach Spitzenverbänden und Bundesländern gegliedert.

Beispiele für Bundesstützpunkte
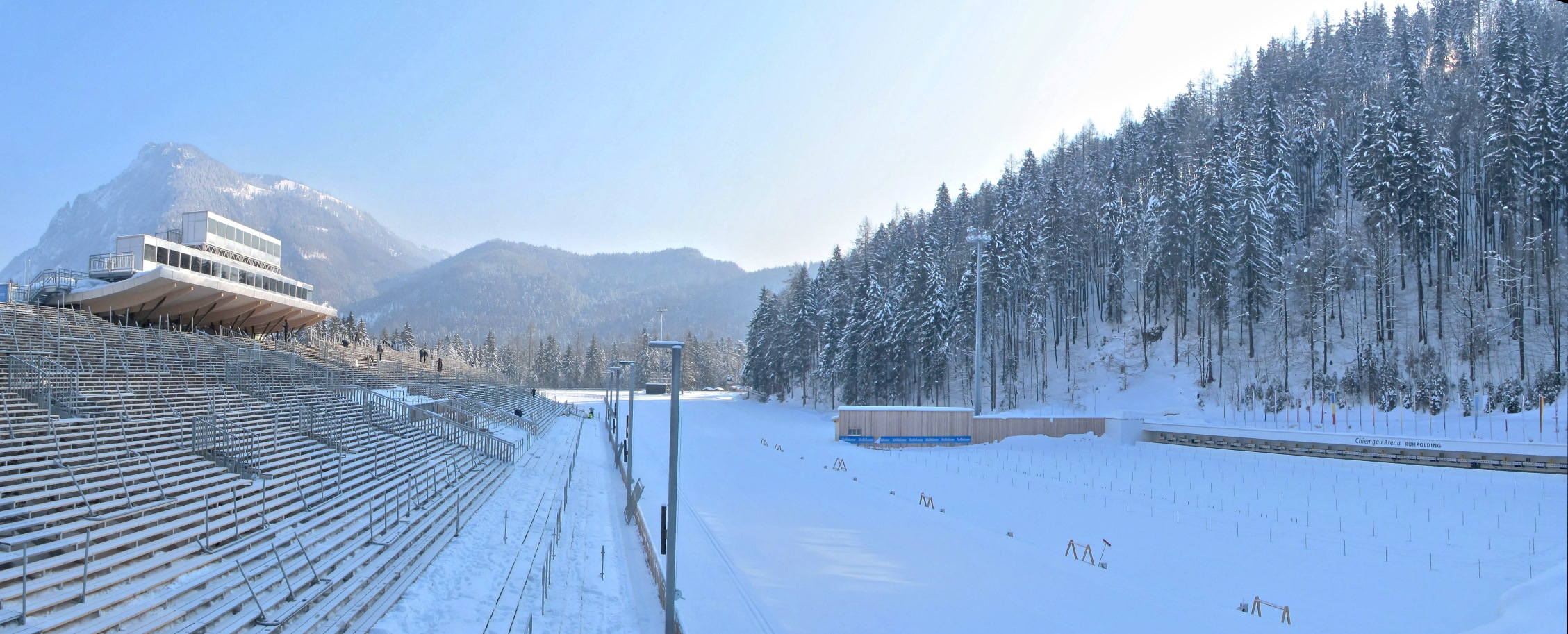
Bundesstützpunkt „Biathlon“ in der Chiemgau-Arena in Ruhpolding, Bayern
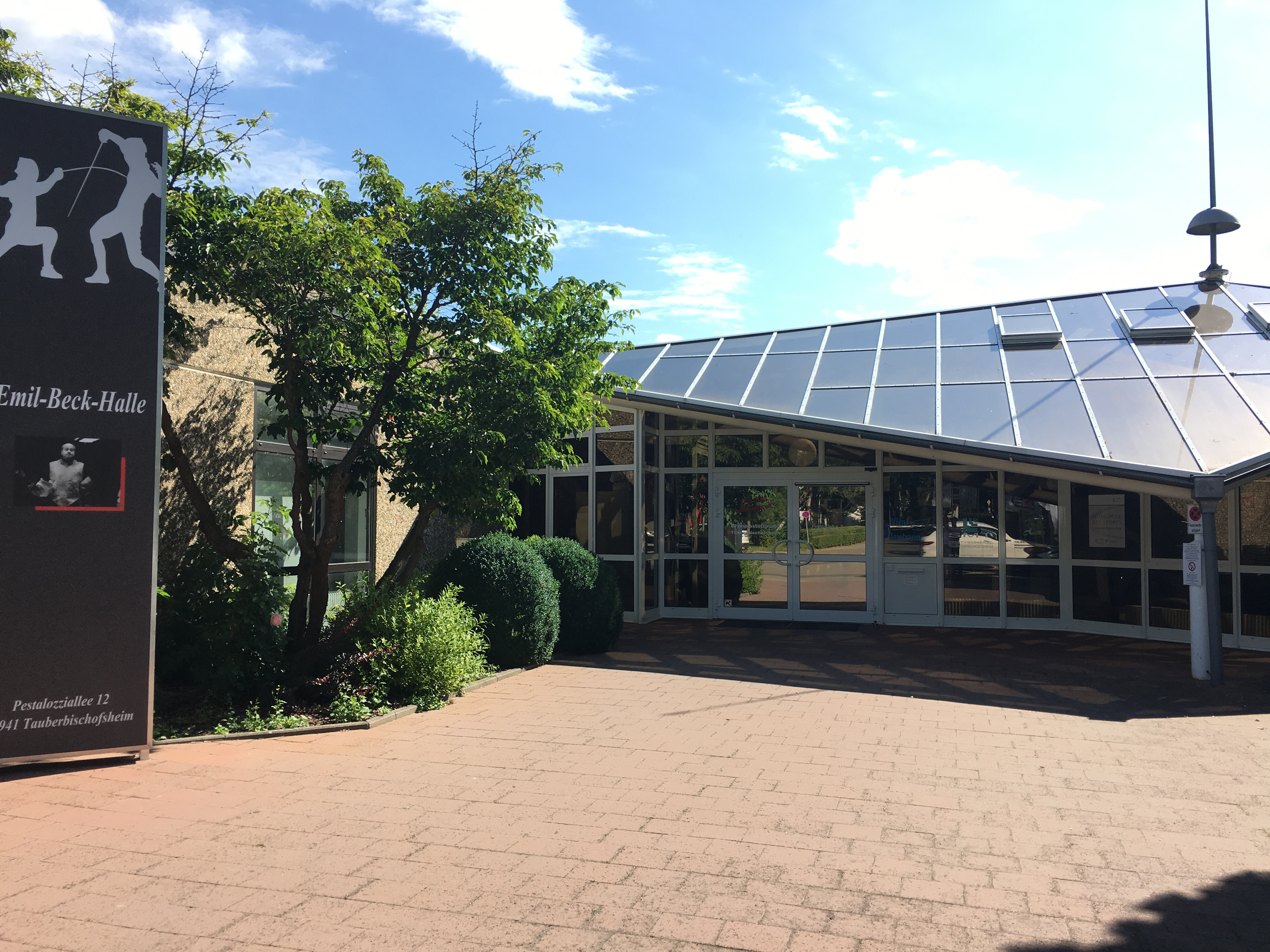
Bundesstützpunkt „Fechten“ des Deutschen Fechter-Bunds beim Fecht-Club Tauberbischofsheim, Baden-Württemberg
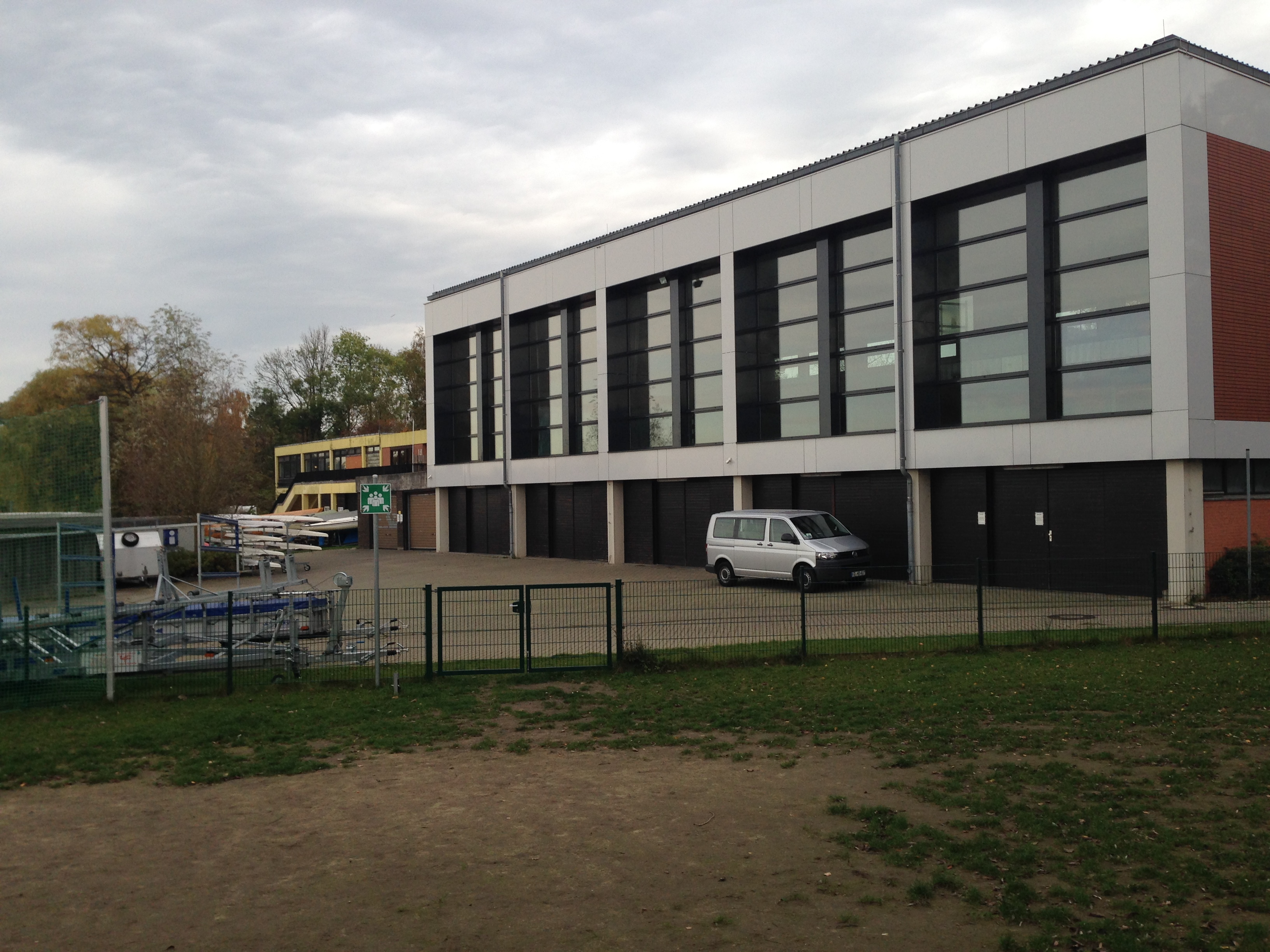
Bundesstützpunkt „Rudern“ des Deutschen Ruderverbands bei der Ruderakademie Ratzeburg, Schleswig-Holstein